# Deux mauvais voisins
Deux mauvais voisins (Two Bad Neighbors) est le 13e épisode de la saison 7 de la série télévisée d'animation Les Simpson. Réalisé par Wes Archer, il est diffusé pour la première fois sur le réseau Fox aux États-Unis le 14 janvier 1996. L'épisode est centré sur l'ancien président George H. W. Bush qui décria la série.

## Synopsis
Pour s'occuper, Homer se charge de distribuer des prospectus sur Evergreen Terrace pour la brocante du quartier. En faisant le tour du quartier, il remarque qu'il y a une immense maison à vendre en face de chez eux.
Le jour de la brocante est arrivé et chacun a monté son stand. Pendant qu'Homer fait son show pour vendre des babioles, des gens emménagent dans l'immense maison : il s'agit de l'ancien président des États-Unis George H. W. Bush et de sa femme Barbara. Tout le monde semble heureux d'accueillir un ancien président américain dans leur quartier, à l'exception d'Homer, car ses amis sont des « lèche-bottes » auprès de ce dernier et il croit qu'il lui vole ses amis.
Le lendemain, Bart va chez l'ancien président et détruit, avec le moteur d'un bateau, ses mémoires. Bush lui donne une fessée, et Bart ira tout raconter sauf pour les mémoires. Homer veut alors que Bush s'excuse mais ce dernier refuse. Après quelques batailles avec des fusées, de la boue et une bagarre dans les égouts, Barbara Bush pousse son mari à faire des excuses, ce qu'il fera devant Mikhaïl Gorbatchev. Ils déménageront ensuite et Gerald Ford emménagera à la place. Ce dernier vient à la rencontre des Simpson et finit par se lier d'amitié avec Homer.

## Production

Le couple Bush en 1990

L'épisode est surtout centré sur l'ancien président des États-Unis, doublé par Harry Shearer. Le couple avait précédemment été hostile envers la série : Barbara Bush déclare que la série est la chose la plus bête qu'elle ait vue et George Bush durant la campagne de l'élection de 1992 souhaite un regain de morale et que la famille américaine ressemble plus aux Waltons qu'aux Simpsons. Les créateurs avaient déjà répondu à cette réplique dans un extrait diffusé avant Mon pote Michael Jackson.
D'autant que l'épisode se moque à plusieurs reprises de la présidence Bush, tel ses mémoires où il désigne son vice président Dan Quayle comme embarrassant ou le moment où il vomi lors d'une visite au Japon (en).